# 482 до н. е.

## Події
- Консулами Римської республіки були обрані Квінт Фабій Вібулан та Гай Юлій Юл, які зі змінним успіхом воювали з містом Вейї. Перед тим інтеррексом був обраний Авл Семпроній Атратін.
- Вигнання Арістіда з Афін шляхом остракізму.[1]
- Ксеркс I затопив Вавилон та вивез з храму Есагіли статую Мардука.

### Астрономічні явища
- 30 квітня. Часткове сонячне затемнення.[2]
- 25 жовтня. Кільцеподібне сонячне затемнення.[2]

## Померли
- Поррекс I, один з міфічних королів Британії